# Красавица (картина Тициана)
«Красавица» (итал. La Bella; также — «Портрет женщины») — картина итальянского живописца Тициана. Создана около 1536 года. Хранится в Палаццо Питти во Флоренции.

## Описание
Картина, вероятно, была написана в то же время что и «Венера Урбинская» и по заказу герцога Урбино Франческо Марии делла Ровере. Для художника позировала та же самая модель, которая позировала при создании «Венеры Урбинской» и «Портрета девушки в мехах», эта картина, вероятно, также имеет определенное аллегорическое толкование.
Женщина держит четки, считающиеся символом верности, а левой рукой указывает на нечто, что может быть меховым боа, накинутым на ее правую руку. Пока картина не будет расчищена до конца, трудно определить что это такое. Боа из меха, например горностая, носили много женщин, а в живописи горностай был символом чистоты. В этом случае внешняя красота женщины дополняется ее моральными преимуществами.
Строгая композиция в виде трехчетвертной фигуры и богатая одежда соответствуют придворным портретам Тициана 1530-х годов.

## Ссылка
- На Викискладе есть медиафайлы по теме Красавица (картина Тициана)